# Теорије завере у Турској
Теорије завере су преовлађујућа карактеристика културе и политике у Турској. Завереништво је важан феномен у разумевању турске политике. Ово се објашњава жељом да се „надокнади изгубљена османска величина“, понижењем перципирања Турске као дела „дисфункционалне половине света“, и ниским нивоом медијске писмености међу Турцима Популација.

## Преваленција

### Корени и узроци
Турски писац и новинар Мустафа Акјол описује разлог за распрострањеност теоретисања завере у Турској као „потребу да се осећамо важним. Ако се свет заверава против нас, ми морамо бити заиста посебни. То је, верујем, начин на који ми Турци надокнађујемо своју изгубљену османску величину.“ Турски економиста Селим Кору указао је на понижење доживљавања Турске као дела „половине“ света.
Турски потрошачи су други медијски најнеписменији, у поређењу са земљама Европе, што их чини посебно рањивим на лажне вести, наводи се у извештају Института за отворено друштво за 2018. Комбинација ниског нивоа образовања, ниских резултата читања, ниске слободе медија и ниског друштвеног поверења допринела је стварању резултата, због чега је Турска позиционирана изнад само Северне Македоније. Према Извештају о дигиталним вестима Ројтерсовог института за 2018, Турска је земља са највише измишљених новинских извештаја у свету.

### Изразите карактеристике
Изразита карактеристика теоретисања завере у Турској је да се на наводном командном и контролном крају наводне шеме завере обично државне владе; ово је због екстремног државноцентричног погледа на свет који се учи у турском образовном систему.
Доган Гурпıнар, научник чије области проучавања укључују национализам, историографију и идеологије у Турској; тврди да је моћ завере да обликује интелектуални дискурс и идеолошка гледишта, као и да представља државну традицију, јединствена за Турску.

## Списак теорија завере
- Геноцид над Јерменима је измишљен: Турски порицатељи геноцида над Јерменима обично као аргумент наводе академски консензус да је то геноцид као антитурска пропаганда или као завјера коју су ширили Јермени, умјесто тога тврде да се није догодио или да је на неки начин био оправдан у то вријеме.[7][8]
- Дезинформације о пандемији ковида 19: Након што је пандемија ковида 19 почела почетком 2020. године, лажне информације о месту порекла вируса, лечењу, дијагнози итд. су широко распрострањене путем друштвених медија, новинских кућа и политичких пристрасности. То је изазвало „ инфодемију“, како је то назвала Светска здравствена организација. Бројне лажне тврдње у вези са лечењем вируса нанеле су штету на различитим фронтовима у борби за његово савладавање.[9]
- Смрт Озала: Неки људи верују да је Тургут Озал, 8. председник Турске, убијен 1993. Главни поборници ове теорије су Озалова супруга Семра Озал и њихов син Ахмет Озал.[10] Пензионисани бригадни генерал Левент Ерсоз оптужен је за „атентат” и суђено му је, али је проглашен невиним и амнестиран је.[11]
- Наратив мастермајнда: Израз  (тур. üst akıl) означава наводну институцију команде и контроле, донекле двосмислено позиционирану у односу на владу Сједињених Држава, у свеобухватној завери да ослаби или чак распарча Турску.[1][12][13] Ердоган, као и Daily Sabah, често наводе да су врло различити недржавни актери, попут селефијске џихадистичке Исламске државе Ирака и Леванта (ИСИЛ), Курдистанске радничке партије (ПКК) и исламистичког култа са политичким амбицијама око Фетулаха Гулен, у исто време напали Турску у добро координисаној кампањи.[5] Новинар Омер Туран тврди да је Нетфликсов турски трејлер за Кућу од папира садржао поруке које имају за циљ да подстакну „други талас“ протеста у парку Гези.[14]
- Анти-Израел: Током избијања кримско-конгошке хеморагичне грознице 2006. у Турској, члан Фелисити партије Абдулах Узун тврдио је да су врсту крпеља које су шириле болест у Турску донеле израелске туристкиње.[15] У мају 2012, мртву европску пчеларицу са израелском траком око ноге, коју су природњаци користили за праћење птица селица, пронашли су сељани у близини града Газијантепа на југоистоку Турске. Сељани су били забринути да је птица можда носила микрочип израелске обавештајне службе да шпијунира то подручје и упозорили су локалне званичнике. Шеф покрајинске управе за пољопривреду и сточарство у Газијантепу Акиф Асланпај прегледао је леш пчеларице и изјавио како је установио да је „нос птице веома другачији и много лакши од осталих“ и да „може да буде користе за аудио и видео“, што, „у случају Израела, раде“.[16] Јединица за борбу против тероризма се укључила пре него што је турско министарство пољопривреде уверило сељане да је опремање птица селица прстеновима како би се пратило њихово кретање уобичајена пракса. Дописник Би-Би-Сија, Џонатан Хед, приписао је догађај његовом мишљењу да „невероватне теорије завере лако пуштају корене у Турској, са наводним израелским заверама међу којима се верује“.[17]
- Рат против ислама или „Напад на ислам“, је наратив теорије завере у исламистичком дискурсу који описује наводну заверу да се науди, ослаби или уништи друштвени систем ислама, користећи војни, економски, друштвени и културним средствима. Починиоци завере су наводно немуслимани, посебно западни свет и „лажни муслимани“, наводно у дослуху са политичким актерима у западном свету. Док савремени наратив теорије завере о „Рату против ислама“ углавном покрива општа питања друштвених трансформација у модернизацији и секуларизацији, као и општа питања међународне политике међу модерним државама. Крсташки ратови се често приповедају као његова наводна полазна тачка. Политички неологизам на енглеском језику „Рат исламу“ скован је у исламистичком дискурсу 1990-их и популаризован као теорија завере тек после 2001.[18]
- Лозански мир: У грађанским и формалним круговима се тврдило да ће Уговор из Лозане истећи 2023. Према теорији завере, Турској је забрањено да копа своје природне ресурсе (као што су бор и нафта ) због „тајних чланова“ уговора; стога ће Турска брзо постати развијена земља рударењем и извозом својих ресурса када уговор истекне.[19]